# Monte Ramon
Il monte Ramon è una montagna nel deserto del Negev in Israele, vicino al confine egiziano e ad ovest del famoso cratere Ramon.
La sua altezza è di 1037 m s.l.m. ed è la cima delle montagne del Negev. È la montagna più alta del distretto meridionale.